# Потамотригониди
Потамотригонидите (Potamotrygonidae) са семейство хрущялни риби от разред Опашношипови (Myliobatiformes).
Таксонът е описан за пръв път от Самюъл Гарман през 1877 година.

## Родове
Подсемейство Potamotrygoninae
- Heliotrygon
- Paratrygon
- Plesiotrygon
- Potamotrygon

Подсемейство Styracurinae
- Styracura